# Trzebnica Gaj
Trzebnica Gaj – dawna wąskotorowa stacja kolejowa w Trzebnicy, w gminie Trzebnica, w powiecie trzebnickim, w województwie dolnośląskim, w Polsce. Została otwarta w 1898, a zamknięta w 1991 roku.